# 22. maj
22. maj er dag 142 i året i den gregorianske kalender (dag 143 i skudår). Der er 223 dage tilbage af året.
- Dagens navn er Castus, opkaldt efter Castus, en ung kristen fra Karthago, som sammen med sin ven Aemilius udsættes for tortur under kejser Decius' kristenforfølgelser. De lider martyrdøden omkring år 250.

- FN's Internationale dag for biologisk mangfoldighed.

### Begivenheder
Født - Dødsfald
- 1819 - SS Savannah står ud fra Savannah i USA for omkring en måned senere at blive det første dampskib, der krydser Atlanterhavet.
- 1872 - I rekonstruktionstiden efter den amerikanske borgerkrig underskriver præsident Ulysses S. Grant en generel amnesti, så stort set alle fra Konføderationen igen får deres borgerrettigheder.
- 1882 - Efter 10 års arbejde med at bore et 15 km langt hul åbner St. Gotthard tunnelen.
- 1892 - Washington Sheffield, amerikansk tandlæge, opfinder tandpastatuben. Hidtil havde man købt tandpasta i krukker.
- 1906 - Wilbur Wright tager patent på sin flyvemaskine, som er den første moderne af slagsen.
- 1939 - I Berlin underskriver Adolf Hitler og Benito Mussolini stålpagten, som er en 10-årig aftale om politisk og militært samarbejde.
- 1942 - Mexico erklærer krig mod aksemagterne.
- 1943 - Den tyske admiral Karl Dönitz indstiller ubådsoperationer i Nordatlanten.
- 1946 - Storbritannien anerkender Transjordanien, det senere Jordan, som en selvstændig stat.
- 1947 - USA's præsident, Harry S. Truman, underskriver første lov i Truman-doktrinen, der markerer begyndelsen på den kolde krig ved at love USA's hjælp til alle lande, der føler sig truet af kommunismen.
- 1960 - Det kraftigste jordskælv, der nogensinde er registreret, rammer Chile. Jordskælvet i Chile måles til 9,5 på richterskalaen.
- 1972 - Ceylon skifter navn til republikken Sri Lanka.
- 1975 - Rhodesia udelukkes fra de olympiske lege på grund af landets racepolitik.
- 1978 - 36 fangere, der i 2 døgn har drevet rundt på en isflage ved Umanak, reddes med helikopter; 300 slædehunde må efterlades.
- 1981 - Peter Sutcliffe dømmes ved the Old Bailey for Yorkshire Ripper mordene.
- 1986 - Jan Bonde Nielsen frikendes for grov mandatsvig til 146 mio kr. Statsadvokat Finn Meilbye bebuder sin afgang.
- 1990 - Demokratiske protester i Zaire resulterer i 50 døde.
- 1990 - Nord- og Sydyemen forenes i Republikken Yemen.
- 1995 - Aktivister fra Greenpeace lænker sig fast til boreplatformen Brent Spar, som Shell ønsker at dumpe i Nordsøen.
- 1998 - Et flertal på 71,1% af vælgerne i Nordirland siger ja til en fredsaftale.
- 2006 - "Belfast City Airport" omdøbes til "George Best Airport" efter den legendariske fodboldspiller, der døde 25. november 2005.
- 2006 - Resultatet af folkeafstemningen om Montenegros løsrivelse fra unionen med Serbien viser et flertal for selvstændigheden med 55,4%.

### Født
- 1813 - Richard Wagner, tysk komponist (død 1883).
- 1841 - Viggo Hørup, dansk jurist, politiker, redaktør og minister (død 1902).
- 1859 - Arthur Conan Doyle, skotsk læge og forfatter (død 1930).
- 1907 - Laurence Olivier, engelsk skuespiller (død 1989).
- 1907 - Hergé, belgisk tegneserieskaber (død 1983).
- 1912 - Herbert C. Brown, engelsk kemiker (død 2004).
- 1922 - Christian Skov, dansk overlærer og forfatter (død 2016).
- 1924 - Charles Aznavour, fransk/armensk sanger (død 2018).
- 1925 - Jean Tinguely, schweizisk billedkunstner (død 1991).
- 1927 - George A. Olah, amerikansk kemiker (død 2017).
- 1929 - Nina Pens, dansk skuespiller (død 1992).
- 1930 - Kenny Ball, britisk jazzmusiker.
- 1943 - Viggo Fischer, dansk cand.phil. og tidligere folketingsmedlem.
- 1943 - Betty Williams, nordirsk fredsforkæmper (død 2020)
- 1946 - George Best, nordirsk fodboldspiller (død 2005).
- 1950 - Bernie Taupin, engelsk sangskriver.
- 1956 - Peter H. Fogtdal, dansk forfatter og dramatiker.
- 1959 - Kenneth Brylle, dansk fodboldspiller.
- 1959 - Morrissey, engelsk sanger.
- 1962 - Boje Skovhus, dansk operasanger.
- 1967 - Lotte Garbers, dansk forfatter.
- 1970 - Naomi Campbell, engelsk fotomodel og skuespiller.
- 1972 - Morten Bjerre, dansk håndboldspiller.
- 1972 - Michèle Bellaiche, dansk journalist og tv-vært.
- 1973 - Nikolaj Lie Kaas, dansk skuespiller.
- 1978 - Ginnifer Goodwin, amerikansk skuespiller.
- 1994 - Jesper Tjäder, svensk freestyle-skier.

### Dødsfald
- 337 - Konstantin den Store, romersk kejser (født ca. 272).
- 1885 - Victor Hugo, fransk forfatter (født 1802).
- 1951 - Axel Nielsen, dansk nationaløkonom og historiker (født 1880)
- 1952 - Liva Weel, dansk skuespillerinde (født 1897).
- 1967 - Langston Hughes, afrikansk amerikansk forfatter (død 1902).
- 1972 - Cecil Day-Lewis, irsk digter (født 1904).
- 1972 - Margaret Rutherford, engelsk skuespiller (født 1892).
- 1979 - Christian Gottschalch, dansk visesanger (født 1887).
- 2007 - Kai Ginsborg, dansk direktør og grundlægger (født 1919).

- 2024 - Erik Heide, dansk billedhugger (født 1934).

|  | Denne datoartikel kan blive bedre, hvis der indsættes et (bedre) billede Du kan hjælpe ved at afsøge Wikimedia Commons for et passende billede eller uploade et godt billede til Wikimedia Commons iht. de tilladte licenser og indsætte det i artiklen. |